# فیلم آبی (فیلم ۱۹۷۸)
فیلم آبی (ایتالیایی: Blue Movie) یک فیلم اروتیک درام به کارگردانی آلبرتو کاوالونه است که در سال ۱۹۷۸ منتشر شد. این فیلم یک نسخه ۸ میلی‌متری سانسور نشده با صحنه‌های هاردکور دارد.